# Пісеєво
Пісе́єво (рос. Писеево) — присілок у складі Алнаського району Удмуртії, Росія.

## Населення
Населення — 255 осіб (2010; 265 в 2002).
Національний склад станом на 2002 рік:
- удмурти — 98 %

## Урбаноніми[3]
- вулиці — Зарічна, Підгірна, Поперечна, Центральна, Шкільна